# Réactif de Griess
Le réactif de Griess est un réactif utilisé en chimie et biochimie pour déterminer la présence et même pour doser les ions nitrites NO2- dans un échantillon. Il s'agit d'une solution incluant : l'acide sulfanilique (aussi appelé acide 4-aminobenzènesulfonique), la N-(1-naphtyl)éthylènediamine et de l'acide phosphorique. Les réactions successives d'un ion nitrite avec ces molécules produisent un composé azo coloré rouge.
Ce réactif peut-être utilisé pour déterminer les micro-organismes possédant une enzyme nitrate-réductase, en détectant les ions nitrite produits par la réaction catalysée par l'enzyme.

## Composition
Le réactif de Griess est une préparation, vendue directement par des distributeurs de produits chimiques. Elle est prête à l'emploi pour tester et doser les ions nitrites.
Elle comporte :
- de l'acide sulfanilique à 1% dans une solution aqueuse d'acide phosphorique à 5% (composant A) ;
- du dichlorure de N-(1-naphtyl)éthylènediammonium à 0,1% qui libère de la N-(1-naphtyl)éthylènediamine (composant B)[2]

## Utilisation du réactif de Griess en chimie
Les ions nitrite n'absorbent pas dans l'ultraviolet ou le visible. Pour pouvoir les doser, on peut utiliser le réactif de Griess.

### Mécanisme réactionnel
Un ion nitrite réagit d'abord, en milieu acide (dû à l'acide phosphorique), avec le composant A (acide sulfanique) pour former un composé de type diazonium R-N2+. Il s'agit d'une réaction de diazotation. 
Cette molécule intermédiaire d'ion diazonium réagit ensuite avec le composant B (N-(1-naphtyl)éthylènediamine) pour former un composé azo de couleur rouge.

### Dosage par étalonnage
Le spectre du composé azo obtenu présente un maximum d'absorption à 548 nm. Le dosage par étalonnage par mesure spectrophotométrique permet de déterminer la concentration en ion nitrite d'une solution. Les 2 composants A et B du réactif de Griess doivent être en excès par rapport aux ions nitrite de façon à obtenir autant de composé azo que d'ion nitrite au départ.

## Application en biochimie
Pour déterminer si une bactérie possède une nitrate réductase, on la cultive dans un bouillon de culture, dit bouillon nitraté, contenant des ions nitrate mais dépourvu de nitrite. Après incubation suffisante (généralement 24 heures en bactériologie médicale), on ajoute une goutte de réactif 1 et une de réactif 2. Si une coloration rouge apparaît, la bactérie a réduit tout ou partie du nitrate en nitrite. Elle est donc « nitrate + ».
Si aucune coloration n'apparaît, il n'y a pas de nitrites dans le bouillon, mais ceci peut être dû à deux raisons :
- la bactérie n'a pas de nitrate réductase ;
- elle a, en plus, une nitrite-réductase qui a transformé tous les nitrites en azote, dès leur apparition.

Pour distinguer ces deux cas, il y a deux possibilités :
- la plus usitée consiste à ajouter quelques parcelles de poudre de zinc. Cette poudre, très réductrice, réduit en quelques minutes les nitrates (s'il en reste dans le bouillon) en nitrites et la coloration rouge apparaît. La bactérie était donc « nitrate - ». Si aucune coloration n'apparaît, il ne reste plus de nitrates dans le bouillon, donc que la bactérie est nitrate + (et réductrice de nitrites en azote) ;
- on peut aussi mettre (d'emblée, avant ensemencement) dans le bouillon de culture une cloche en verre qui piègera et donc visualisera le gaz qui se forme. Si du gaz s'est formé, de l'azote a été dégagé. Dans ce cas, il faut évidemment un bouillon dépourvu de glucides (cas du bouillon nitraté) car le gaz serait soit de l'azote soit du CO2 formé par catabolisme des glucides, sans qu'on puisse distinguer ces deux cas.

On dit que les bactéries nitrate + « respirent » les nitrates puisqu'elles utilisent l'oxygène qu'elles libèrent du nitrate comme elles utilisent l'oxygène de l'air.